# Shōgo Fujimaki
Shōgo Fujimaki (japanisch 藤牧 祥吾 Fujimaki Shōgo; * 13. Juni 1989 in der Präfektur Mie) ist ein japanischer Fußballspieler.

## Karriere
Fujimaki erlernte das Fußballspielen in der Jugendmannschaft von Shimizu S-Pulse und der Universitätsmannschaft der Chūō-Universität. Seinen ersten Vertrag unterschrieb er 2012 bei Ventforet Kofu. Der Verein spielte in der zweithöchsten Liga des Landes, der J2 League. 2013 wechselte er zum Drittligisten Fujieda MYFC. Für den Verein absolvierte er 22 Ligaspiele. 2014 wechselte er zum ebenfalls in der dritten Liga spielenden Gainare Tottori. Für den Verein absolvierte er drei Ligaspiele. Nach er Hinserie wechselte er im Juli 2014  zu Vonds Ichihara. 2015 wechselte er zum Sechstligisten Veertien Mie. Mit dem Verein aus Kuwana spielte er in der Tōkai Adult Soccer League (Div. 2). 2015 wurde er mit dem Verein Meister und stieg somit in die Tōkai Adult Soccer League (Div. 1) auf. Hier belerte man in der Folgesaison den dritten Platz und stieg in die Japan Football League auf. Für Mie bestritt er insgesamt 104 Ligaspiele. Hierbei erzielte er 53 Tore. Nach der Saison 2019 wurde sein Vertrag nicht verlängert.

## Erfolge
Veertien Mie
- Tōkai Adult Soccer League (Div. 2): 2015  ▲